# Adil Hermach
Adil Hermach (ur. 27 czerwca 1986 w Nîmes) – francuski piłkarz występujący na pozycji pomocnika.

## Kariera klubowa
Hermach zawodową karierę rozpoczynał w sezonie 2003/2004 w klubie Nîmes Olympique, grającym w Championnat National. W 2004 roku trafił do rezerw zespołu RC Lens. W styczniu 2008 roku został stamtąd wypożyczony do belgijskiego KSV Roeselare. W Eerste klasse zadebiutował 19 stycznia 2008 w przegranym 1:2 meczu z Royalem Charleroi. Po zakończeniu sezonu 2007/2008 Hermach powrócił do Lens. W 2008 roku został włączony do jego pierwszej drużyny, grającej w Ligue 2. W tych rozgrywkach zadebiutował 1 sierpnia 2008 w wygranym 3:1 meczu z Dijon FCO. W 2009 roku Hermach awansował z zespołem do ekstraklasy. Pierwszy mecz w Ligue 1 zaliczył 8 sierpnia 2009 przeciwko Girondins Bordeaux (1:4).
31 stycznia 2013 roku, przeszedł na zasadzie wypożyczenia do Toulouse FC. Następnie grał w Al-Wahda, Nîmes Olympique i Al Dhafra FC. W 2018 przeszedł do Ajman Club.
| Sezon   | Klub                | Kraj                         | Rozgrywki      | Mecze | Bramki | Rozgrywki Europy | Mecze | Bramki |
| ------- | ------------------- | ---------------------------- | -------------- | ----- | ------ | ---------------- | ----- | ------ |
| 2006/07 | RC Lens             | Francja                      | Ligue 1        | 0     | 0      | Liga Europy UEFA | 2     | 0      |
| 2007/08 | KSV Roeselare(wyp.) | Belgia                       | Jupiler League | 11    | 0      | –                | –     | –      |
| 2008/09 | RC Lens             | Francja                      | Ligue 2        | 22    | 0      | –                | –     | –      |
| 2009/10 | RC Lens             | Francja                      | Ligue 2        | 34    | 0      | –                | –     | –      |
| 2010/11 | RC Lens             | Francja                      | Ligue 1        | 31    | 4      | –                | –     | –      |
| 2011/12 | Al-Hilal            | Arabia Saudyjska             | 1. liga        | 17    | 2      | –                | –     | –      |
| 2012/13 | Al-Hilal            | Arabia Saudyjska             | 1. liga        | 14    | 1      | –                | –     | –      |
| 2012/13 | Toulouse FC (wyp.)  | Francja                      | Ligue 1        | 9     | 0      | –                | –     | –      |
| 2013/14 | Al-Hilal            | Arabia Saudyjska             | 1. liga        | 12    | 2      | –                | –     | –      |
| 2013/14 | Al-Wahda            | Zjednoczone Emiraty Arabskie | UAE League     | 7     | 0      | –                | –     | –      |
| 2014/15 | Al-Wahda            | Zjednoczone Emiraty Arabskie | UAE League     | 21    | 3      | –                | –     | –      |
| 2015/16 | Nîmes Olympique     | Francja                      | Ligue 2        | 9     | 0      | –                | –     | –      |
| 2015/16 | Al Dhafra FC        | Zjednoczone Emiraty Arabskie | UAE League     | 12    | 1      | –                | –     | –      |
| 2016/17 | Al Dhafra FC        | Zjednoczone Emiraty Arabskie | UAE League     | 24    | 2      | –                | –     | –      |
| 2017/18 | Al Dhafra FC        | Zjednoczone Emiraty Arabskie | UAE League     | 11    | 2      | –                | –     | –      |

Stan na: koniec sezonu 2017/2018

## Kariera reprezentacyjna
W reprezentacji Maroka Hermach zadebiutował 26 marca 2008 w wygranym 4:1 towarzyskim meczu z Belgią.